# Liz Stringer
Liz Stringer (...) è una cantautrice australiana.

## Biografia
Nel 2006 Liz Stringer ha pubblicato il suo album di debutto Soon. Ad agosto 2008 ha partecipato al Broad Festival con altre artiste australiane, tra cui Deborah Conway, Laura Jean, Dianna Corcoran e Elana Stone. L'album Warm in the Darkness è stato selezionato per l'Australian Music Prize 2012 e nello stesso anno ha ricevuto due candidature in occasione degli EG Awards. A inizio 2021 è stata scelta come corista nel tour nazionale dei Midnight Oil. Nel febbraio 2021 ha firmato per la Milk! Records come artista solista e due mesi più tardi è uscito il disco First Time Really Feeling, piazzatosi alla 14ª posizione della ARIA Albums Chart.
Nel 2013, con Mia Dyson e Jen Cloher, ha fondato il trio Dyson Stringer Cloher, pubblicando un EP eponimo ed esibendosi in più di quaranta concerti. Si sono poi riunite nel 2019; nel medesimo anno il trio ha realizzato un album e sono tornate ad esibirsi insieme.

## Discografia

### Album in studio
- 2006 – Soon
- 2008 – Pendulum
- 2010 – Tides of Time
- 2012 – Warm in the Darkness
- 2016 – All the Bridges
- 2019 – Dyson, Stringer Cloher (accreditato alle Dyson, Stringer & Cloher)
- 2020 – First Time Really Feeling

### Album dal vivo
- 2014 – Live at the Yarra

### Extended play
- 2011 – Somewhere (con Jess McAvoy)
- 2013 – Dyson, Stringer & Cloher (accreditato alle Dyson, Stringer & Cloher)